# داميان رامزي
داميان رامزي (بالإنجليزية: Damian Ramsey)‏ هو عالم موسيقى وشاعر أمريكي، ولد في 1978، وتوفي في 2007 بسبب سرطان المعدة.